# Michaił Kanunnikow
Michaił Jakowlewicz Kanunnikow (ros. Михаил Яковлевич Канунников, ur. 1902 we wsi Czuriłowo w guberni jarosławskiej, zm. 26 sierpnia 1984 w Moskwie) – radziecki działacz partyjny, zastępca członka KC KPZR (1952-1961).
1921-1922 uczeń szkoły budownictwa radzieckiego i partyjnego w Rybińsku, później sekretarz komitetu fabrycznego Komsomołu w guberni jarosławskiej. 1924-1928 służył w Armii Czerwonej, 1926 wstąpił do RKP(b), 1929 sekretarz komórki WKP(b) w elektrowni. 1929-1931 sekretarz komitetu WKP(b) w fabryce im. Wołodarskiego w Leningradzie, 1931-1934 studiował na wydziale technologicznym Leningradzkiego Instytutu Inżynieryjnego, 1934-1935 w Leningradzkim Instytucie Języków Wschodnich, a 1935–1938 w Instytucie Czerwonej Profesury. W maju-czerwcu 1938 p.o. I sekretarza, a od 20 czerwca 1938 do 17 września 1940 I sekretarz Komitetu Obwodowego WKP(b) w Kirowie. Od 21 marca 1939 do 5 października 1952 członek Centralnej Komisji Rewizyjnej WKP(b), od 23 sierpnia 1940 do 9 stycznia 1942 I sekretarz Komitetu Obwodowego WKP(b) w Kujbyszewie (obecnie Samara), od stycznia do lipca 1942 I sekretarz Komitetu Obwodowego WKP(b) w Jarosławiu. Od 1942 organizator odpowiedzialny, następnie inspektor Zarządu Kadr KC WKP(b), od 1947 do lipca 1951 inspektor KC WKP(b). Od 14 lipca 1951 do kwietnia 1961 I sekretarz Komitetu Obwodowego WKP(b)/KPZR w Pskowie. Od 14 października 1952 do 17 października 1961 zastępca członka KC KPZR, od kwietnia 1961 na emeryturze. Deputowany do Rady Najwyższej ZSRR 1,4 i 5 kadencji.